# Khartse
Der Khartse (auch Kartse) ist ein 6507 m (nach anderen Angaben 6496 m) hoher Gipfel im Himalaya im Kreis Dingri des Regierungsbezirks Shigatse im Autonomen Gebiet Tibet der Volksrepublik China 9,18 km ostnordöstlich vom Mount Everest.  
Der Khartse ist ein pyramidenförmiger Gipfel in einem Bergkamm, der vom Lhakpa Ri (7045 m) nach Osten abzweigt. Der Lhakpa Ri liegt in einer Entfernung von 3,41 km. Aufgrund einer Schartenhöhe von zirka 350 m gilt der Khartse nicht als eigenständiger Berg. Östlich des Khartse befindet sich der Bergsattel Karpo La (6050 m). Jenseits diesem setzt sich der Bergkamm nach Osten fort. An der Südflanke des Khartse strömt der Kangshunggletscher nach Osten, während an seiner Nordflanke der Khartagletscher ebenfalls nach Osten strömt.

## Besteigungsgeschichte
Die Erstbesteigung des Khartse gelang George Mallory mit einem Sherpa am 7. August 1921 während seiner Erkundungsexpedition von 1921.
Die möglicherweise zweite Besteigung des Khartse gelang Stephen Venables und George Lowe im Oktober 1981.